# 結婚の契約 (ステーンの絵画)
『結婚の契約』（けっこんのけいやく、露: Брачный контракт、英: Marriage Contract）は、オランダ黄金時代の画家ヤン・ステーンがキャンバス上に油彩で制作した絵画である。画面左下に画家の署名がある。ロシア皇帝ピョートル1世のために美術品購入の代理人を務めたユーリ・コログリヴォフが1717年にオランダで購入した絵画作品目録では、「身ごもった少女。ヤン・ステーン作。63イェフィモク」と記されていた。一時期、誤ってアドリアーン・ブラウエルの作品とされていたこともある。作品は1921年以来、サンクトペテルブルクのエルミタージュ美術館に所蔵されている。

## 作品
ロシアにもたらされた後、本作が収蔵されたペテルゴフのモンプレジール宮殿の目録 (1737年) には、作品について以下の記述がなされている。

133番。オランダ人の青年と身ごもった少女が、彼女の両親の前にいる。ヤン・ステーンの真作で、登場人物をより大きく描くようになった晩年の作である。この絵の最も小さな部分でさえ、この画家のもつ良質な想像力と構図を誇示している。あらゆる細部が、この巨匠が思いいだいていた理念と十二分に合致している。それは、割れた卵、猫の尾をつかむ少年、壁に掛かる絵といった驚異的な細部によって説明されている。

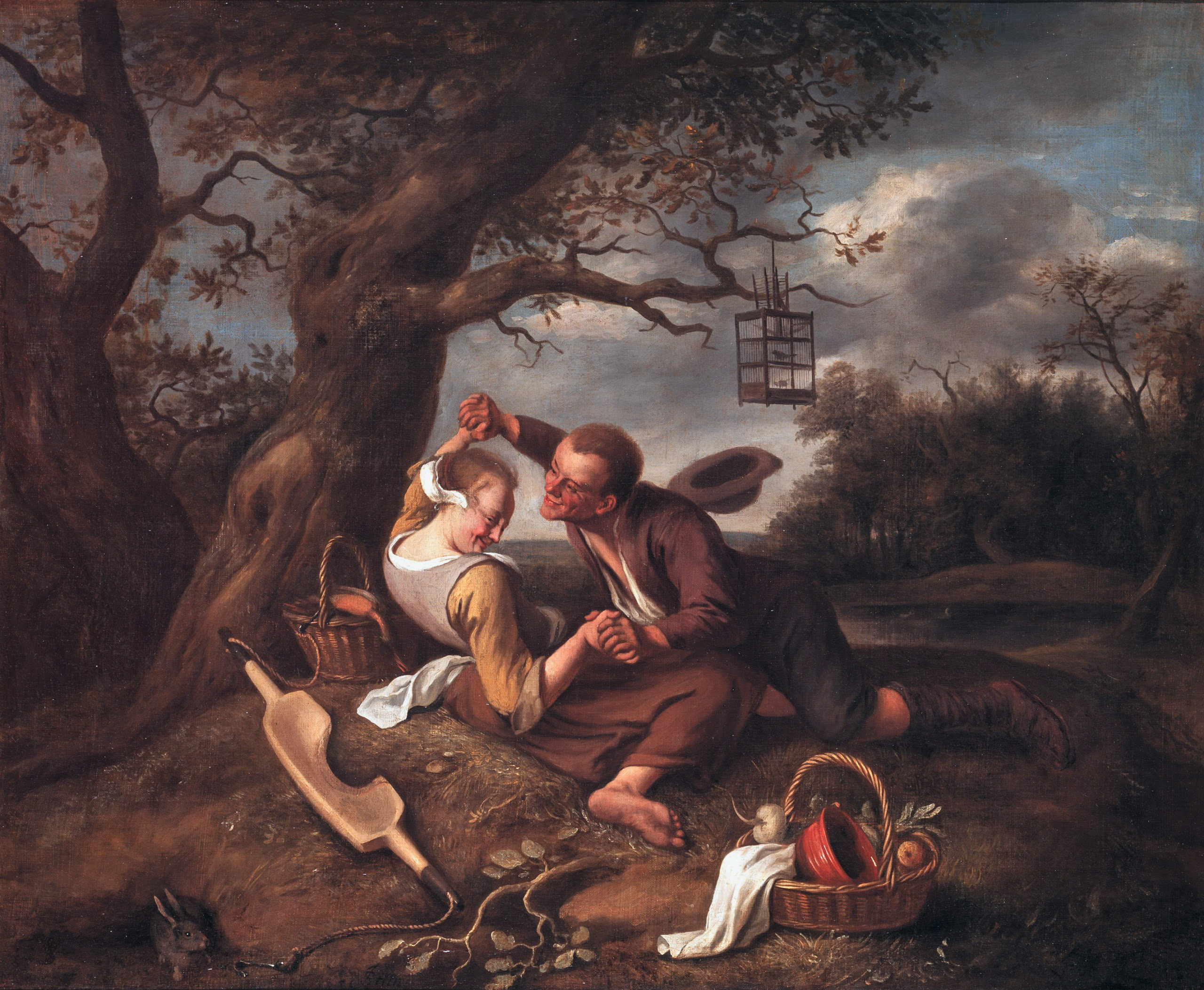
ヤン・ステーン『恋の戦い』レイデン市立ラーケンハル美術館、レイデン

この教訓的な絵画で、ステーンは創意工夫を凝らし、結婚の契約という遅きに失した状況を面白おかしく描いている。不幸な花婿は卑しく跪いて、妊娠している花嫁の許しを乞うている。画面左側の割れた卵と空の鳥かごは、伝統的に女性の貞節の喪失を象徴する。一方、画面手前のくびきは、結婚のくびきそのものである。壁に掛かっている絵はおそらく聖書に記述される堕落を描いており、この場面の道徳的な気分全般とかかわるのであろう。
研究者ブラウンによれば、本作はステーンが描いた田舎での恋愛を主題とするほぼ同サイズの4点からなる連作の一部であり、そのうちの3点が現存する。ブラウンは、本作が『恋の戦い』 (レイデン市立ラーケンハル美術館、レイデン) と対をなすと考えている。確かに両作品の主題は相互に関連し、『恋の戦い』では恋の冒険の始まりが登場人物たちによって演じられ、本作『結婚の契約』がその結末となる。また、両作品の細部には同一の部分も見られる。